# Halfpipe

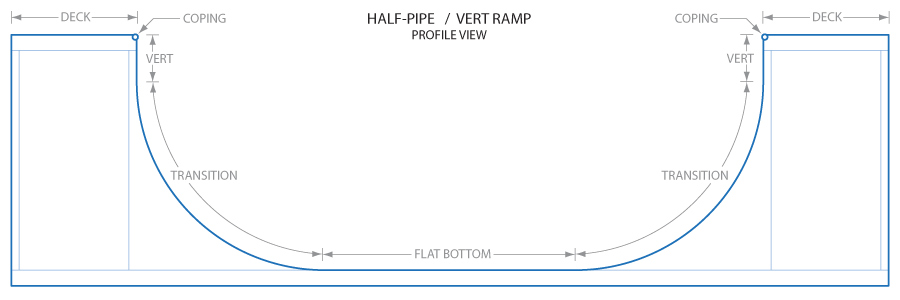
Projeto de um Halfpipe

O halfpipe é uma estrutura em forma de U destinada a prática de desportos radicais, como o skate, snowboarding, ski, patins em linha ou BMX. É uma estrutura côncava, pode ser feita de madeira, ferro e outros materiais, como também pode ser esculpido em áreas de neve e terra.

## Etimologia
Recebe este nome, cuja tradução em inglês significa meio-tubo, por ter o formato de um cano (pipe, em inglês) cortado ao meio (half, metade em inglês).

## Estrutura

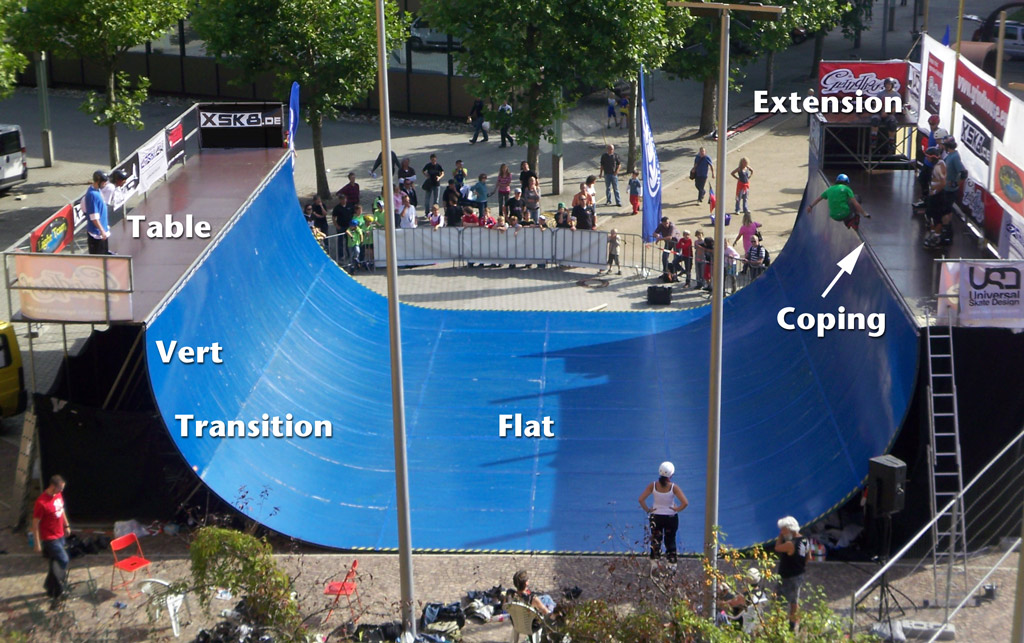
Partes de um Halfpipe

- Table ou Deck: Parte onde o praticante geralmente inicia as manobras, é o local de espera do próximo praticante, também é o local onde ficam as equipes de filmagem e auxiliares técnicos.
- Vert: É onde se localiza a parte mais inclinada, com 90 graus, alguns Half Pipes possuem cerca de 2 metros de vert.
- Transição: É onde ocorre a transição do plano para o inclinado, também é o local com o maior índice de acidentes.
- Flat: É a parte plana, em paralelo ao solo.
- Coping: Esta parte geralmente possui um cano de ferro para execução de manobras de slide (deslizamento).
- Extensão: Esta parte geralmente é usada para dropar com mais altitude, gerando mais velocidade ao praticante.